# Позлатена епоха
Позлатената епоха (на английски: Gilded Age) е период в американската история, обхващаш средата на 19 – началото на 20 век (Първата световна война). Името си епохата е получила от романа на Марк Твен и Чарлз Уорнър „Позлатената епоха: Разказ за съвремието“ („The Gilded Age: A Tale of Today“ – Mark Twain, Charles Dudley Warner) от 1873 г. Това е време на бурно икономическо развитие и забогатяване, но и засилващо неравноправие, като диференциацията между богати и бедни става отчетлива.
САЩ става водеща по обем на промишлената продукция и доход на глава от населението към 1890 г., но това само засилва социалните и икономически проблеми, които сякаш остават скрити под тънко златно фолио.
Според Марк Твен това е време, в което политиката е движена от машинации и корупция, а икономиката – от спекулация и други нечестни бизнес практики. Това е времето, в което промишлеността се обединява в крупни тръстове, а хората на върха им стават първите милионери, печелейки за сметка на заплащането на работниците. Такива бизнесмени са Джон Рокфелер, Андрю Карнеги и Джон Пирпонт Морган, които благодарение на богатството си разполагат с власт, често по-голяма от официалната. Богатите фамилии демонстрират богатството си, създавайки първите имения (скромно наречени cottages) в Нюпорт, Роуд Айлънд, станали символ на Позлатената епоха, обзаведени с изящна мебелировка и произведения на изкуството.
Просперитетът на западния свят има различно наименование и значение. Докато за САЩ и Германия, Позлатената епоха означава преди всичко икономическо развитие, Бел Епок във Франция е повече разцвет на културата и изкуството, а Викторианската епоха във Великобритания е период на колониална експанзия, като британската империя обхваща над една четвърт от сушата и населението на Земята.